# Chery Arrizo 3
Chery Arrizo 3 — субкомпактний седан, що вироблявся компанією Chery.

## Огляд

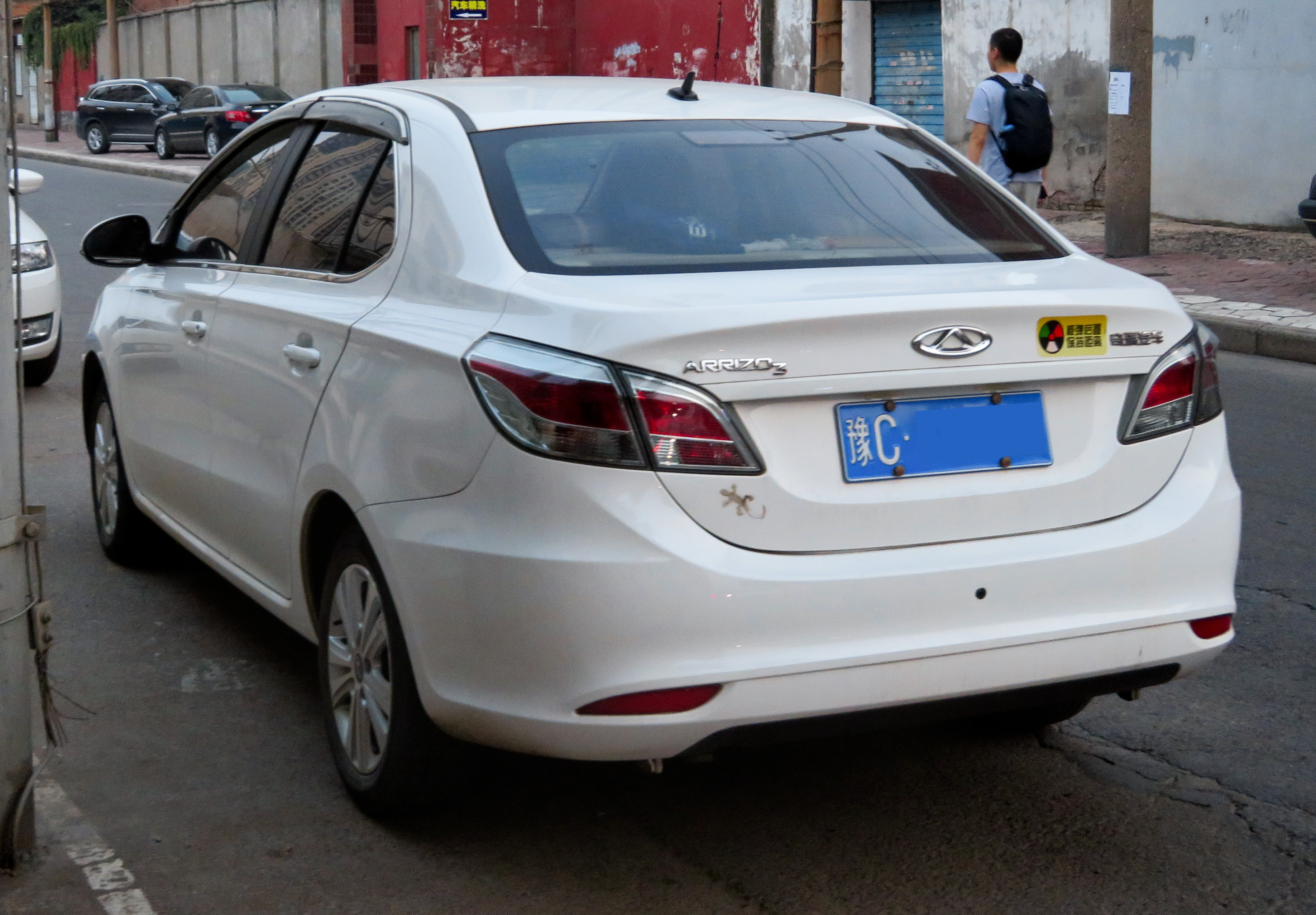

Chery Arrizo 3, по суті, є оновленою версією Chery E3, яку було анонсовано концепт-каром Chery Arrizo Newbee на автосалоні в Гуанчжоу 2014 року, а дебютував наприкінці 2014 року.  

Arrizo 3 оснащений 1,5-літровим чотирициліндровим двигуном потужністю 122 к.с., що працює в парі з 5-ступінчастою механічною коробкою передач або варіатором.  Arrizo 3 мав замінити Chery Fulwin 2 і розташуватися під компактним седаном Arrizo 5, а ціна коливалася від 60 000 до 80 000 юанів.